# Década de 160 a.C.
Séculos: (Século III a.C. - Século II a.C. - Século I a.C.)
Décadas: 210 a.C. 200 a.C. 190 a.C. 180 a.C. 170 a.C. - 160 a.C. - 150 a.C. 140 a.C. 130 a.C. 120 a.C. 110 a.C.
Anos:
```
169 a.C.
 - 
168 a.C.
 - 
167 a.C.
 - 
166 a.C.
 - 
165 a.C.
 - 
164 a.C.
 - 
163 a.C.
 - 
162 a.C.
 - 
161 a.C.
 - 
160 a.C.
```